# Thuyết acid–base Brønsted–Lowry
Thuyết Brønsted–Lowry là một thuyết về phản ứng acid–base do Johannes Nicolaus Brønsted (Đan Mạch) và Thomas Martin Lowry (Vương quốc Anh) đề xuất một cách độc lập vào năm 1923. Theo  thuyết này, khi một acid phản ứng với một base thì acid tạo thành base liên hợp của nó, và base tạo thành acid liên hợp của nó thông qua việc trao đổi một proton (cation hydro, hay H+). Thuyết này là một dạng khái quát hóa của thuyết Arrhenius.

## Định nghĩa acid và base
Thuyết Arrhenius phát biểu rằng acid là chất phân ly trong dung dịch nước tạo thành H+
 (ion hydro hoặc là proton) còn base là chất phân ly trong dung dịch nước tạo thành OH−
 (ion hydroxide).
Năm 1923, nhà hóa lý Johannes Nicolaus Brønsted người Đan Mạch và Thomas Martin Lowry người Anh đã đề xuất một cách đồng thời và độc lập thuyết acid–base mang tên hai ông, đánh dấu một bước phát triển mới so với thuyết Arrhenius. Trong thuyết Brønsted–Lowry, acid và base được định nghĩa theo cách chúng phản ứng với nhau. Định nghĩa này được biểu diễn qua phương trình cân bằng sau:
acid + base ⇌ base liên hợp + acid liên hợp.
Với HA là một acid, phương trình trên có thể được viết dưới dạng:
{\displaystyle {\ce {HA + B <=> A- + HB+}}}
Ký hiệu ⇌ trong phương trình trên ám chỉ đây là phản ứng thuận nghịch xảy ra ở hai chiều ngược nhau. Acid HA là chất cho proton, tức là có thể mất đi một proton để trở thành base liên hợp của nó là A−
. Còn base B là chất nhận proton, tức là có thể nhận một proton để trở thành acid liên hợp của nó là HB+
. Đa số phản ứng acid–base đều xảy ra nhanh để tất cả các thành phần của phản ứng đều nằm trong trạng thái cân bằng động với nhau.

## Dung dịch nước
Xét phản ứng acid–base sau:
{\displaystyle {\ce {CH3COOH + H2O <=> CH3COO- + H3O+}}}.

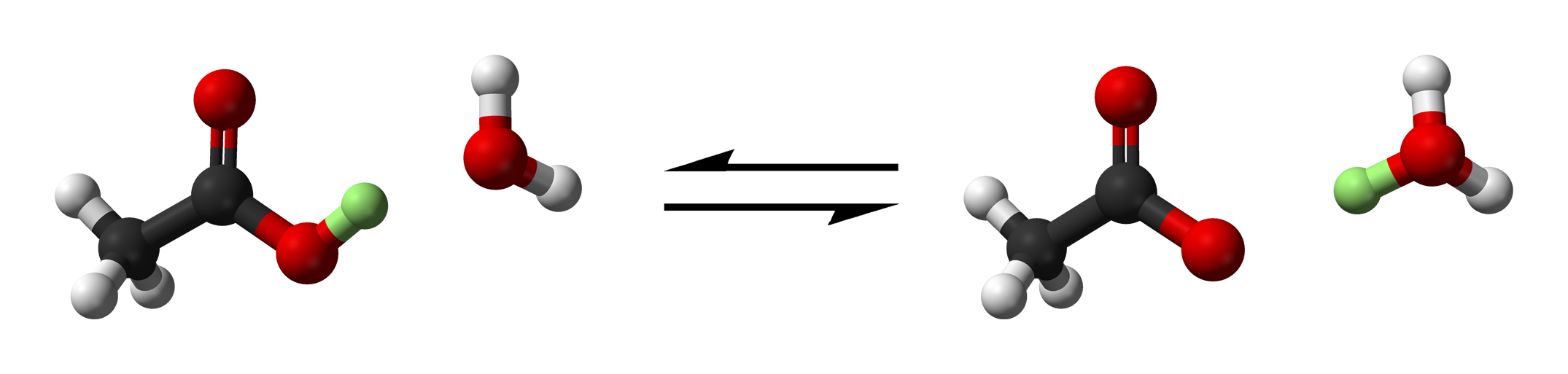
Acid acetic, một acid yếu, nhường một proton (ion hydro, màu xanh) cho nước trong một phản ứng cân bằng để tạo ra ion acetat và ion hydroni.
Oxy
Carbon
Hydro
Proton (ion hydro)

Acid acetic, CH3COOH, là một acid vì nó nhường một proton cho nước (H2O) và trở thành base liên hợp của nó, ion acetat (CH3COO−). H2O là một base vì nó nhận một proton từ CH3COOH và trở thành acid liên hợp của nó, ion hydroni (H
3O+
).
Phản ứng chiều nghịch của một phản ứng acid–base cũng là một phản ứng acid–base, giữa acid liên hợp của base ban đầu và base liên hợp của acid ban đầu. Trong ví dụ trên, ion acetat là base của phản ứng chiều nghịch còn ion hydroni là acid.
{\displaystyle {\ce {H3O+ + CH3COO- <=> CH3COOH + H2O}}}
Điểm mạnh của thuyết Brønsted–Lowry so với thuyết Arrhenius là nó không yêu cầu acid phải phân ly trong nước.

## Chất lưỡng tính

Tính lưỡng tính của nước.

Bản chất của thuyết Brønsted–Lowry là một chất chỉ được coi là acid khi có mặt một base và ngược lại. Nước là một chất lưỡng tính vì nó có thể đóng vai trò là một acid hoặc một base. Trong hình bên phải, một phân tử H
2O đóng vai trò là base để nhận thêm H+
và trở thành H
3O+
 trong khi phân tử còn lại đóng vai trò là acid để mất H+
 và trở thành OH−
.
Một ví dụ khác bao gồm nhôm hydroxide, Al(OH)
3.
{\displaystyle {\ce {{\overset {(acid)}{Al(OH)3}}{}+ OH- <=> Al(OH)4^-}}}
{\displaystyle {\ce {3H+{}+ {\overset {(base)}{Al(OH)3}}<=> 3H2O{}+ Al_{(dd H2O)}^3+}}}

### Dung dịch không phải nước
Ion hydro hoặc ion hydroni là một acid Brønsted–Lowry trong dung dịch nước, và ion hydroxide là một base theo phản ứng tự phân ly:
{\displaystyle {\ce {H2O + H2O <=> H3O+ + OH-}}}.
Một phản ứng tương tự xảy ra đối với amonia:
{\displaystyle {\ce {NH3 + NH3 <=> NH4+ + NH2-}}}.
Do đó, ion amoni NH+
4 đóng vai trò trong amonia lỏng giống như ion hydroni trong nước, và ion amide NH−
2 tương ứng với ion hydroxide. Muối amoni có tính chất như acid, và muối amit có tính base.
Một số dung môi không nước có thể có tính base, đóng vai trò là chất nhận proton, liên quan đến acid Brønsted–Lowry:
{\displaystyle {\ce {HA + S <=> A- + SH+}}}
với S là một phân tử dung môi. Một số dung môi như vậy bao gồm dimethyl sulfoxide (DMSO) và acetonitrile (CH
3CN); đó là những dung môi quan trọng nhất vì chúng được dùng phổ biến để đo hằng số điện ly acid của các phân tử hữu cơ. Vì DMSO là chất nhận proton mạnh hơn H
2O nên acid trở thành acid mạnh hơn trong dung môi này so với nước. Thật vậy, nhiều phân tử có tính acid trong dung dịch không nước dù không có tính chất này trong dung dịch nước. Một trường hợp đặc biệt là trong acid carbon, khi một proton được lấy từ một liên kết C−H.
Một số dung môi không phải nước khác có thể có tính acid. Dung môi acid làm tăng tính base của các chất tan trong nó. Ví dụ, hợp chất CH3COOH được gọi là acid acetic do tính acid của nó trong nước. Tuy nhiên nó lại đóng vai trò là một base trong hydro fluoride lỏng, vốn là một dung môi có tính acid mạnh hơn nhiều:
{\displaystyle {\ce {CH3COOH + 2HF <=> CH3C(OH)2+ + HF2-}}}

## So sánh với thuyết Lewis
Cùng năm mà Brønsted và Lowry công bố thuyết của họ, Gilbert N. Lewis đã tạo ra một thuyết khác về phản ứng acid-base. Thuyết Lewis dựa trên cấu trúc điện tử. Một base Lewis là một hợp chất có thể cung cấp một cặp electron cho một acid Lewis-một hợp chất có thể nhận một cặp electron. Đề xuất của Lewis giải thích phân loại Brønsted–Lowry bằng cách sử dụng cấu trúc điện tử.
{\displaystyle {\ce {HA + B <=> A- + BH+}}}
Trong phương trình trên, cả base B và base liên hợp A−
 đều chứa một cặp electron đơn lẻ và một proton – một acid Lewis – được trao đổi giữa chúng.

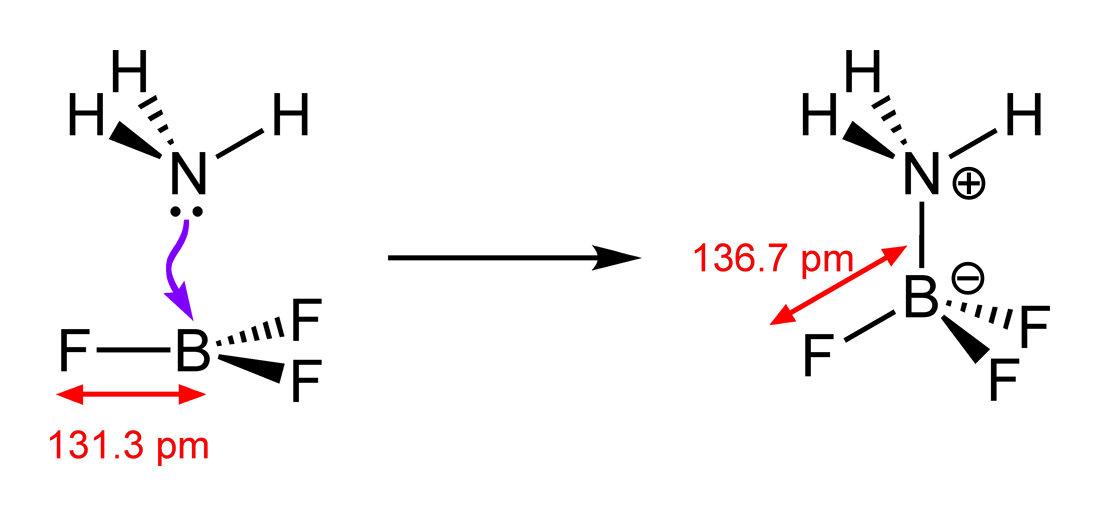
Sản phẩm cộng giữa amonia và boron trifluoride

Lewis sau đó đã viết rằng "Việc giới hạn nhóm acid đối với những chất chỉ chứa hydro sẽ cản trở nghiêm trọng đến sự hiểu biết có hệ thống về hóa học giống như việc giới hạn thuật ngữ chất oxy hóa đối với những chất chỉ chứa oxy." Trong lý thuyết của Lewis, một acid A và một base B sẽ tạo thành một sản phẩm cộng AB, trong đó cặp electron tạo thành một liên kết cộng hóa trị phối trí giữa A và B. Điều này được thể hiện khi amonia và bor trifluoride phản ứng tạo thành sản phẩm cộng H
3N−BF
3, một phản ứng không thể xảy ra trong nước vì bor trifluoride thủy phân trong nước.
{\displaystyle {\ce {4BF3 + 3H2O -> B(OH)3 + 3HBF4}}}
Acid boric được công nhận là acid Lewis vì trong phản ứng sau:
{\displaystyle {\ce {B(OH)3 + H2O <=> B(OH)4- + H+}}}
chất acid không phân li nhưng base, H
2O, thì phân li. Dung dịch B(OH)
3 có tính acid vì các ion hydro được giải phóng từ phản ứng này.
Có bằng chứng mạnh mẽ cho rằng dung dịch amonia loãng chứa một lượng nhỏ ion amoni
{\displaystyle {\ce {H2O + NH3 -> OH- + NH+4}}}
và khi tan trong nước thì amonia đóng vai trò là base Lewis.

## So sánh với thuyết Lux–Flood
Phản ứng giữa các oxide ở trạng thái rắn hoặc lỏng không được đề cập đến trong thuyết Brønsted–Lowry. Ví dụ, phản ứng sau:
{\displaystyle {\ce {2MgO + SiO2 -> Mg2 SiO4}}}
không được nhắc tới trong định nghĩa của Brønsted–Lowry về acid và base. Mặt khác, magnesi oxide (MgO) đóng vai là một base khi phản ứng với dung dịch nước của acid.
{\displaystyle {\ce {2H+ + MgO(r) -> Mg_{(dd H2O)}^2+ + H2O}}}
Silic dioxide (SiO
2) hòa tan được dự đoán là một acid yếu theo nghĩa của Brønsted–Lowry.
{\displaystyle {\ce {SiO2(r) + 2H2O <=> Si(OH)4 (dd)}}}
{\displaystyle {\ce {Si(OH)4 <=> Si(OH)3O- + H+}}}
Theo thuyết Lux–Flood, các oxide như MgO và SiO
2 ở trạng thái rắn có thể được coi là acid hoặc base. Ví dụ, khoáng vật olivin có thể được gọi là hợp chất của oxide base MgO và oxide acid SiO
2. Điều này có ý nghĩa quan trọng trong địa hóa học.